# 向阳镇 (广汉市)
向阳镇，是中华人民共和国四川省德阳市广汉市下辖的一个镇。1958年7月，成立向陽人民公社。1980年夏，變更為向陽鄉，成為中華人民共和國首個廢除人民公社的鄉鎮，1986年撤乡设镇。

## 行政区划
向阳镇下辖以下地区：
镇社区、第二社区、荣升村、聚合村、江南村、张化村、瓦店村、胜利村、丰收村、青月村、同花村、双柏村、团柏村、新桥村、三界村、高寿村和同兴村。